# Daniel Mojsov
Daniel Mojsov (in macedone Дaниeл Mojсoв?; Kavadarci, 25 dicembre 1987) è un calciatore macedone, difensore del Tikveš Kavadarci.

## Carriera

### Club
Mojsov ha giocato con la maglia del Tikveš Kavadarci, prima di passare al Makedonija G.P.. Nel 2010, è stato ingaggiato dal Vardar, per cui ha esordito il 21 marzo, nella vittoria per 1-0 sul Pelister. A fine stagione, si è trasferito ai serbi del Vojvodina. Alla fine del campionato 2010-2011, è stato scelto nella squadra dell'anno del campionato serbo. Si è svincolato all'inizio del 2013. I norvegesi del Brann ne hanno annunciato l'ingaggio il 15 maggio 2013, con il calciatore che si sarebbe aggregato alla nuova squadra a partire dal 15 luglio successivo, data di riapertura del calciomercato locale. Il 27 novembre 2014 ha raggiunto un accordo per rescindere anticipatamente il contratto con il Brann, con un anno e mezzo d'anticipo sulla naturale scadenza dell'accordo.

### Nazionale
Mojsov conta 26 partite per la Macedonia del Nord. Vi ha esordito il 19 novembre 2008, in occasione della sconfitta per 2-1 contro il Montenegro.

## Palmarès

### Club

#### Competizioni nazionali
- Campionato macedone: 1

Makedonija Gjorče Petrov: 2008-2009
- Coppa di Cipro: 1

AEK Larnaca: 2017-2018
- Supercoppa di Cipro: 1

AEK Larnaca: 2018
- Coppa di Macedonia: 1

Tikveš Kavadarci: 2023-2024